# Matthias Lerm
Matthias Lerm (* 1965 in Leipzig) ist ein deutscher Architekt, Stadtplaner und Baubeamter.

## Leben und Wirken
An der Technischen Universität Dresden absolvierte Lerm von 1986 bis 1991 ein Architekturstudium mit der Vertiefung Städtebau und forschte im Anschluss zum Städtebau in Dresden nach 1945. 1994 promovierte er zu den Verlusten historischer Bausubstanz in Dresden nach 1945 (publiziert als „Abschied vom alten Dresden“) und war bis 1996 Mitarbeiter des Dresdner Architekturbüros Schwarzbach Architekten.
Lerm wechselte 1996 in die Verwaltung der Landeshauptstadt Dresden und war dort verantwortlicher Planer für die Neugestaltung der Dresdner Innenstadt, ab 2003 Referent für nachhaltige Entwicklung und ab 2004 Koordinator für das UNESCO-Welterbe Dresdner Elbtal. Seit 2003 gehört Lerm der Arbeitsgruppe Kommunale Denkmalpflege des Deutschen Städtetages an und ist Mitglied des Deutschen Werkbunds Sachsen e. V.
2007 wechselte Lerm nach Jena und wurde dort Fachbereichsleiter Stadtentwicklung/Stadtplanung und Stadtarchitekt.
2009 wurde Lerm Mitglied der Architektenkammer Thüringen und dort als Fachpreisrichter zugelassen. 2010 wurde er in die Deutsche Akademie für Städtebau und Landesplanung berufen. 2011 erfolgte seine Habilitation an der Technischen Universität Dresden zum Thema Stadtplanung in der zweiten Hälfte des 20. Jahrhunderts. 2014 wurde Lerm als außerordentliches Mitglied in den Bund Deutscher Architekten (BDA) aufgenommen, 2016 in die Fachkommission Stadtplanung und Städtebau des Deutschen Städtetages, 2017 in die „Kommission nachhaltiges Bauen“ beim Umweltbundesamt (KNBau) – seit 2022 Vorsitzender, gleichberechtigt mit Christa Reicher – sowie 2019 in die AG Kommunale Denkmalpflege des Deutschen Städtetages berufen.
2019 wurde er Leiter des Stadtplanungsamtes der Landeshauptstadt Magdeburg. Seit 2023 leitet Lerm das Amt für Stadtplanung und Mobilität der Landeshauptstadt Dresden.
Lerm ist Verfasser von über 60 wissenschaftlichen Publikationen zu den Themenbereichen Architektur, Städtebau, Stadtplanung, Denkmalpflege und Nachhaltigkeit.
Er ist verheiratet und hat eine Tochter.